# Route 43 (Oman)
Die Route 43 oder R43 ist eine Fernstraße im Sultanat Oman. Die Fernstraße führt von der Kleinstadt Thumrait durch die Rub al-Chali weiter nach Shisr, der verlorenen Stadt an der Weihrauchstraße, bis nach Al-Hashman. Die R43 ist, außer bei Shisr, nicht asphaltiert. Eine Parallelstraße ersetzt die Route 43 bis Shisr; ab hier ist Al-Hashman nur über die Wüstenpiste erreichbar.

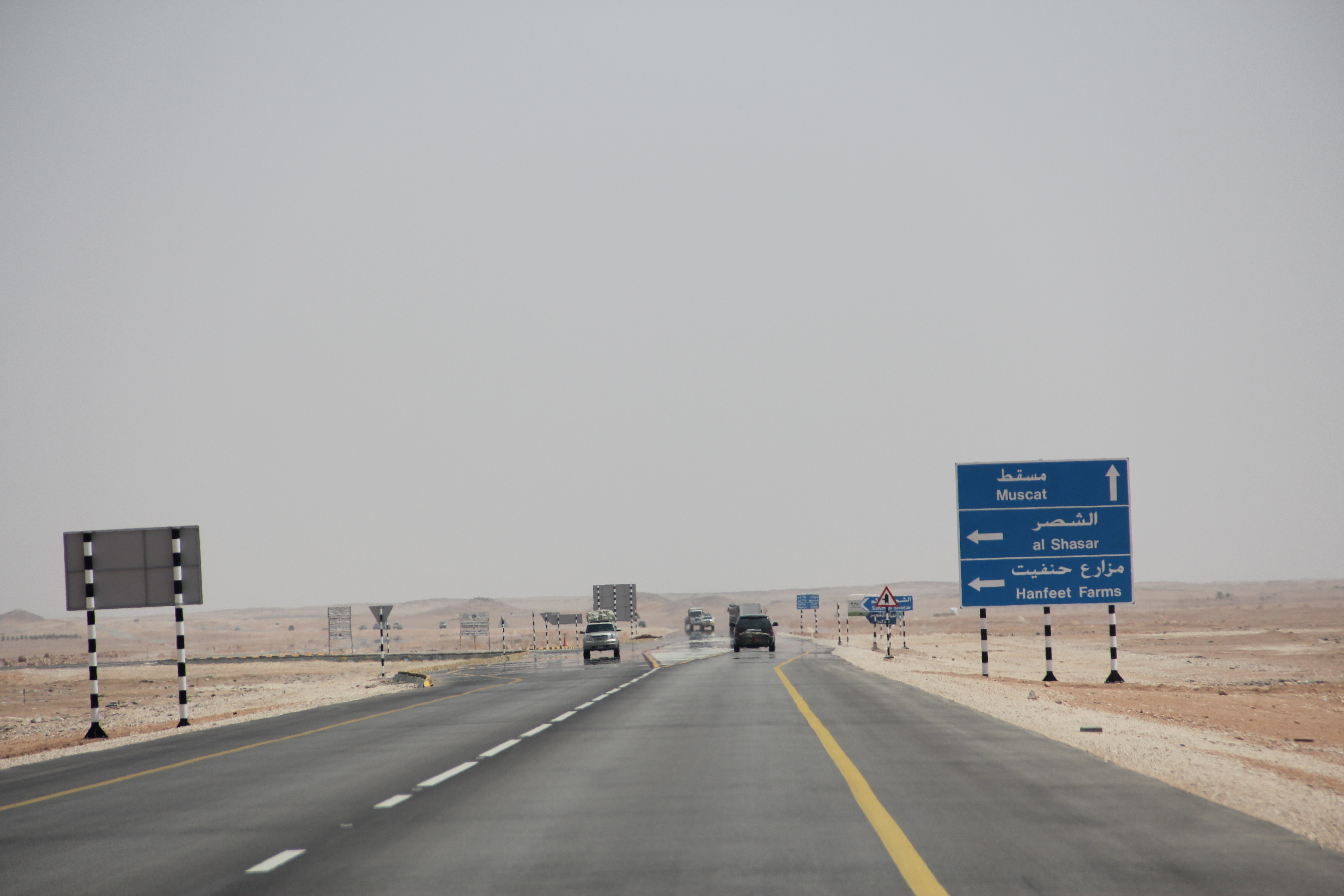
Wegweiser nach Shisr (Al-Shasar)
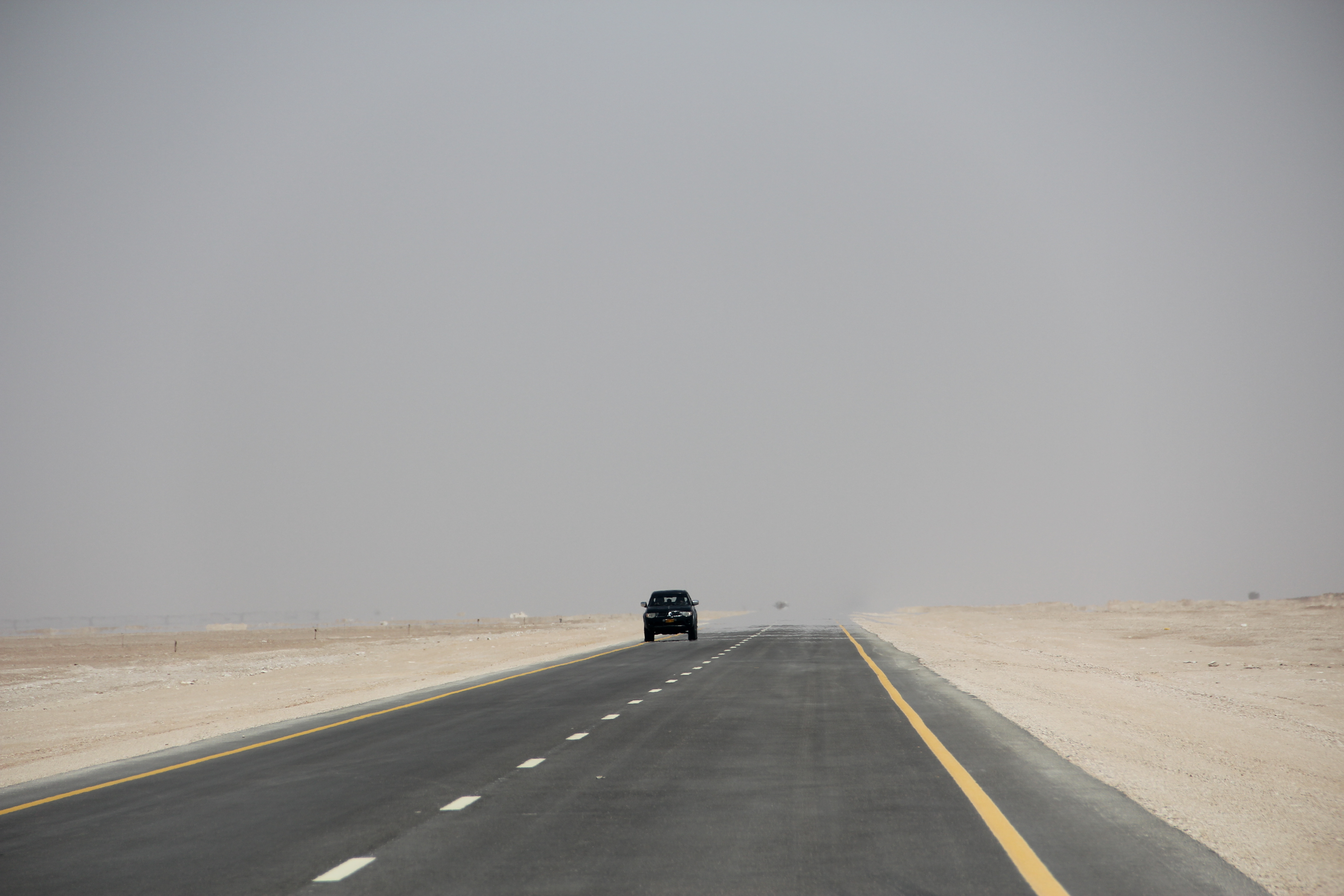
R43 bei Shisr
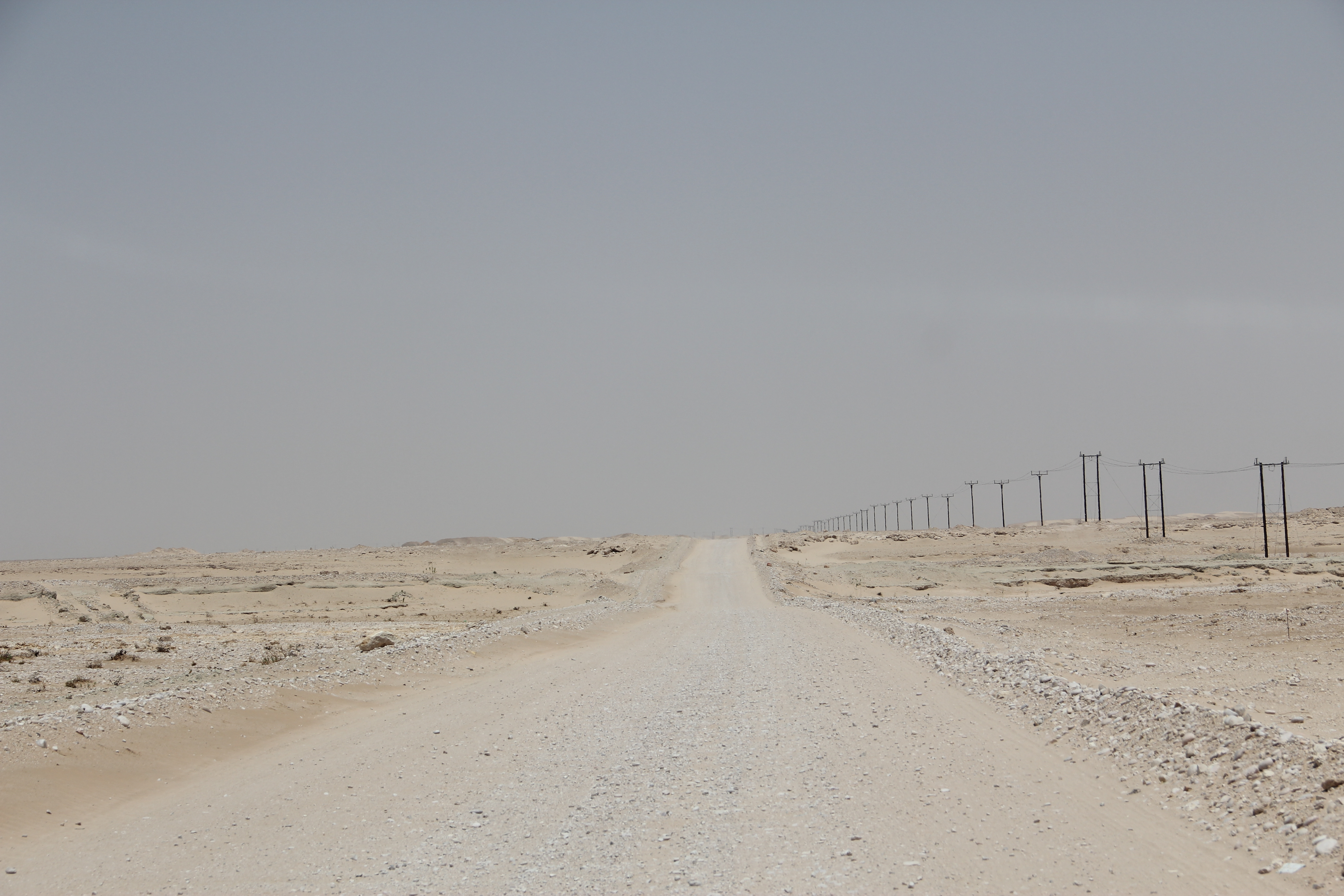
R43 nach Al-Hashman